# Rutilia media
Rutilia media är en tvåvingeart som beskrevs av Macquart 1846. Rutilia media ingår i släktet Rutilia och familjen parasitflugor. Inga underarter finns listade i Catalogue of Life.